# Associazione Sportiva Reggina 1978-1979
Questa pagina raccoglie i dati riguardanti l'Associazione Sportiva Reggina nella stagione 1978-1979.

## Stagione
La squadra ha concluso il girone B della nuova Serie C1 1978-1979 al quinto posto. Gli allenatori che siedono sulla panchina amaranto durante la stagione sono tre: Roberto Balestri, poi esonerato e sostituito da Franco Scoglio e poi da Rosario Sbano. È questa l'ultima stagione della presidenza Matacena.

## Rosa
| N. |                   | Ruolo | Calciatore         |
| -- | ----------------- | ----- | ------------------ |
| -  | Italia (bandiera) | P     | Vincenzo Tortora   |
| -  | Italia (bandiera) | P     | Antonio Leone      |
| -  | Italia (bandiera) | D     | Giancarlo Olivotto |
| -  | Italia (bandiera) | D     | Luciano Mordocco   |
| -  | Italia (bandiera) | D     | Francesco Scoppa   |
| -  | Italia (bandiera) | D     | Giacomo Ferri      |
| -  | Italia (bandiera) | A     | Angelo Mariano     |
| -  | Italia (bandiera) | D     | Matteo Spinelli    |
| -  | Italia (bandiera) | C     | Elso Pelle         |
| -  | Italia (bandiera) | C     | Ernesto Truddaiu   |

| N. |                   | Ruolo | Calciatore         |
| -- | ----------------- | ----- | ------------------ |
| -  | Italia (bandiera) | A     | Elvi Pianca        |
| -  | Italia (bandiera) | A     | Angelo Mariano     |
| -  | Italia (bandiera) | C     | Riccardo Caruso    |
| -  | Italia (bandiera) | C     | Giancarlo Snidaro  |
| -  | Italia (bandiera) | D     | Giovanni Tasca     |
| -  | Italia (bandiera) | D     | Luciano Battiston  |
| -  | Italia (bandiera) | D     | Enzo Vecchiè       |
| -  | Italia (bandiera) | A     | Pierantonio Bortot |
| -  | Italia (bandiera) | C     | Fernando Benatti   |

## Risultati

### Campionato

#### Girone di andata
| 1º ottobre 1978 1ª giornata | Teramo | 3 – 0 | Reggina |  |

| 8 ottobre 1978 2ª giornata | Reggina | 1 – 1 | Chieti |  |

| 15 ottobre 1978 3ª giornata | Catania | 1 – 1 | Reggina |  |

| 22 ottobre 1978 4ª giornata | Barletta | 0 – 1 | Reggina |  |

| 29 ottobre 1978 5ª giornata | Reggina | 0 – 1 | Latina |  |

| 5 novembre 1978 6ª giornata | Paganese | 0 – 1 | Reggina |  |

| 12 novembre 1978 7ª giornata | Reggina | 0 – 0 | Pro Cavese |  |

| 19 novembre 1978 8ª giornata | Lucchese | 2 – 0 | Reggina |  |

| 26 novembre 1978 9ª giornata | Reggina | 1 – 0 | Livorno |  |

| 3 dicembre 1978 10ª giornata | Reggina | 1 – 0 | Campobasso |  |

| 10 dicembre 1978 11ª giornata | Pisa | 0 – 0 | Reggina |  |

| 17 dicembre 1978 12ª giornata | Reggina | 1 – 0 | Benevento |  |

| 30 dicembre 1978 13ª giornata | Matera | 1 – 1 | Reggina |  |

| 7 gennaio 1979 14ª giornata | Reggina | 1 – 1 | Turris |  |

| 14 gennaio 1979 15ª giornata | Salernitana | 1 – 1 | Reggina |  |

| 21 gennaio 1979 16ª giornata | Reggina | 2 – 0 | Arezzo |  |

| 28 gennaio 1979 17ª giornata | Empoli | 0 – 1 | Reggina |  |

#### Girone di ritorno
| 4 febbraio 1979 18ª giornata | Reggina | 1 – 1 | Teramo |  |

| 11 febbraio 1979 19ª giornata | Chieti | 0 – 0 | Reggina |  |

| 18 febbraio 1979 20ª giornata | Reggina | 0 – 1 | Catania |  |

| 25 febbraio 1979 21ª giornata | Reggina | 1 – 0 | Barletta |  |

| 4 marzo 1979 22ª giornata | Latina | 1 – 0 | Reggina |  |

| 11 marzo 1979 23ª giornata | Reggina | 0 – 0 | Paganese |  |

| 25 marzo 1979 24ª giornata | Pro Cavese | 2 – 2 | Reggina |  |

| 1º aprile 1979 25ª giornata | Reggina | 4 – 1 | Lucchese |  |

| 8 aprile 1979 26ª giornata | Livorno | 0 – 0 | Reggina |  |

| 22 aprile 1979 27ª giornata | Campobasso | 0 – 0 | Reggina |  |

| 29 aprile 1979 28ª giornata | Reggina | 0 – 1 | Pisa |  |

| 6 maggio 1979 29ª giornata | Benevento | 0 – 0 | Reggina |  |

| 13 maggio 1979 30ª giornata | Reggina | 2 – 0 | Matera |  |

| 20 maggio 1979 31ª giornata | Turris | 3 – 1 | Reggina |  |

| 27 maggio 1979 32ª giornata | Reggina | 0 – 0 | Salernitana |  |

| 3 giugno 1979 33ª giornata | Arezzo | 1 – 0 | Reggina |  |

| 9 giugno 1979 34ª giornata | Reggina | 4 – 2 | Empoli |  |

## Piazzamenti
- Serie C1: 5º posto.